# Alina Kabajeva
Alina Maratovna Kabajeva (Russisch: Али́на Мара́товна Каба́ева; Tataars: Älinä Marat qızı Qabayeva) (Tasjkent (Sovjet-Unie), 12 mei 1983) is een Russische voormalig Olympisch, wereld- en Europees kampioene in de ritmische gymnastiek. Sinds 2007 is Kabajeva lid van de Staatsdoema. Hierin vertegenwoordigt ze de partij Verenigd Rusland.
Kabajeva werd in 1983 geboren in Tasjkent, een stad in de Oezbeekse Socialistische Sovjetrepubliek (tegenwoordig: Oezbekistan). Haar vader, voormalig voetballer Marat Kabajev, is een etnisch Tataarse moslim, terwijl haar moeder een Russische christen is. Kabajeva werd islamitisch opgevoed, maar ze bekeerde zich in 2003 tot de Russisch-Orthodoxe Kerk.
In 2002 meldde de International Gymnastics Federation dat ze positief was getest op het verboden middel Furosemide en moest ze haar gewonnen medailles uit 2001 inleveren. Ze kreeg bijna een schorsing van twee jaar opgelegd, maar na onderzoek bleek dat vervalste medicijnen de oorzaak waren. In 2004 won ze goud in Athene.

## Relatie met Vladimir Poetin
Vanaf 2008 circuleerden de eerste geruchten dat Kabajeva een relatie begonnen was met de Russische president Vladimir Poetin. Volgens verschillende media woont Kabajeva anno 2022 in een zwaar beveiligd chalet in Zwitserland.
Uit de relatie met Poetin zijn twee zoons geboren, Ivan (geboren in 2015) en Vladimir (geboren in 2019).

## Sancties
In februari 2022 werd Kabajeva toegevoegd aan de sanctielijst van de Europese Unie omdat zij "verantwoordelijk is voor het actief ondersteunen en uitvoeren van acties en beleid die de territoriale integriteit, soevereiniteit en onafhankelijkheid van Oekraïne ondermijnen en bedreigen, evenals de stabiliteit en veiligheid in Oekraïne".
1984: Lori Fung ·
1988: Marina Lobatsj ·
1992: Alexandra Timosjenko ·
1996: Jekaterina Serebrjanskaja ·
2000: Joelia Barsoekova ·
2004: Alina Kabajeva ·
2008: Jevgenia Kanajeva ·
2012: Jevgenia Kanajeva ·
2016: Margarita Mamoen ·
2020: Linoy Ashram ·
2024: Darja Varfolomeev
- Gemeinsame Normdatei: 1316762904
- International Standard Name Identifier: 0000 0000 5842 339X
- Nationale Bibliotheek van Tsjechië: js20081201012
- Virtual International Authority File: 82151776797418011218